# Medinilla (kommunhuvudort)
Medinilla är en kommunhuvudort i Spanien.   Den ligger i provinsen Provincia de Ávila och regionen Kastilien och Leon, i den centrala delen av landet, 160 km väster om huvudstaden Madrid. Medinilla ligger 1 065 meter över havet och antalet invånare är 161.
Terrängen runt Medinilla är kuperad. Runt Medinilla är det ganska glesbefolkat, med 23 invånare per kvadratkilometer. Närmaste större samhälle är Béjar, 13,7 km väster om Medinilla. 